# Bimetall

Prinzipskizze Bimetall: Metall 1 hat in diesem Fall den größeren Längenausdehnungskoeffizienten

Ein Bimetall (auch Thermobimetall) ist ein Metallstreifen, der aus zwei übereinanderliegenden Schichten unterschiedlicher Metalle besteht. Die beiden Schichten sind miteinander stoffschlüssig oder durch formschlüssiges Material verbunden. Aufgrund der unterschiedlichen Wärmeausdehnungskoeffizienten der verwendeten Metalle dehnt sich eine der Schichten stärker aus als die andere, wodurch sich der Streifen biegt.
Verwendet werden zum Beispiel Zink oder Messing und Stahl.
Invar ist im engeren Sinne eine Eisen-Nickel-Legierung mit 36 % Gehalt an Nickel (FeNi36 / 1.3912). Im weiteren Sinne verwendet man den Begriff auch als Oberbegriff für eine Gruppe von Legierungen und Verbindungen, welche in bestimmten Temperaturbereichen sehr kleine oder teilweise negative Wärmeausdehnungskoeffizienten haben.
Der Bimetall-Thermostat wurde 1830 in England von Andrew Ure (1778–1857) erfunden.

Zeigerthermometer mit mittig sichtbarem, spiralförmigem Bimetallstreifen

## Prinzip
Zwei Metalle mit verschiedenen Ausdehnungskoeffizienten verlängern sich bei Erwärmung in unterschiedlichem Maß. Verbindet man zwei Metallstreifen vollflächig durch Walzen oder an den Enden durch Nieten, so führt die unterschiedliche Verlängerung zu einer Verbiegung des Bimetallstreifens. Wenn zum Beispiel ein Bimetallstreifen aus Messing  und Stahl besteht, biegt der Bimetallstreifen sich in die Richtung, in der sich das Stahl befindet, da sich Messing mehr ausdehnt als Stahl.

## Herstellung
Bimetalle werden meist in Blech- oder Bandform hergestellt.
Die blanken, von Oxidschichten freien Metallbleche werden unter Druck aufeinander gewalzt. In der Kontaktzone entsteht durch Kaltverschweißung und eine anschließende Diffusionsglühbehandlung eine unlösbare Verbindung.
Alternativ werden die übereinanderliegenden Blechstreifen durchbohrt und miteinander vernietet oder verschraubt.
Um die Auslenkung des Bimetalls zu erhöhen, werden die Streifen auch zu einer Spiralfeder geformt.
Statt eines länglichen Streifens kann eine leicht konvex gewölbte Kreisscheibe von etwa 2 cm Durchmesser aus dünnem Bimetallblech verwendet werden. Beim Erwärmen dehnt sich das Material der Schaleninnenseite aus, wodurch sich die Scheibe zu einer konkave Wölbung umstülpt. Durch die schnelle Schnappbewegung von der einseitigen Wölbung zur anderen ist dieses Bauelement bistabil. Es schaltet plötzlich und kraftvoll um. Die Federspannung der Wölbung hält die Scheibe beidseitig in Position, bis die Spannung zu groß wird und die Scheibe herumschnappt. Es weist somit eine große Hysterese und Kontaktspannung auf.

Blinkende Glühlampe mit Bimetallschalter (die Animation in Zeitlupe zeigt den Augenblick, in dem der Schalter öffnet)

## Anwendung
Bimetalle werden zu Steuerungszwecken, wie zur temperaturabhängigen automatischen Betätigung von Ventilen, Schaltvorgängen, Thermometern und teilweise auch in Messinstrumenten verwendet.
Bimetallstreifen werden als Bestandteil von Aktoren (Wandler; auch: Aktuator) verwendet, um Temperatur-Signale in mechanische Bewegung umzusetzen.
In Bimetallthermometern wird ein Zeiger am freien Ende einer Bimetall-Spirale befestigt, der sich bei Temperaturveränderung auf einer Kreisbahn bewegt und auf einer runden Skala die Temperatur anzeigt.
Dauerbrandöfen besitzen oft einen kräftigen Bimetallstreifen, der einen Schieber für die Zuluft mechanisch öffnet oder schließt.
Bewegen von Lamellenklappen durch elektrisch beheiztes Bimetall für in Rohren verbaute Axiallüfter zur Raumklimatisierung.
Im Schiffbau werden Bimetalle auch zum Fügen unterschiedlicher Metalle verwendet (dort in der Regel Stahl und Aluminium). Da die Metalle sich nicht konventionell verschweißen lassen, werden Bimetallstreifen eingesetzt, die durch Sprengschweißen vorgefertigt wurden. Am Bauplatz können dann die im Schiffbau gebräuchlichen Verfahren (MAG/MIG) angewendet werden, um beispielsweise die eine Seite mit dem Rumpf aus Stahl, die andere Seite mit dem Deckshaus aus Aluminium zu verschweißen.

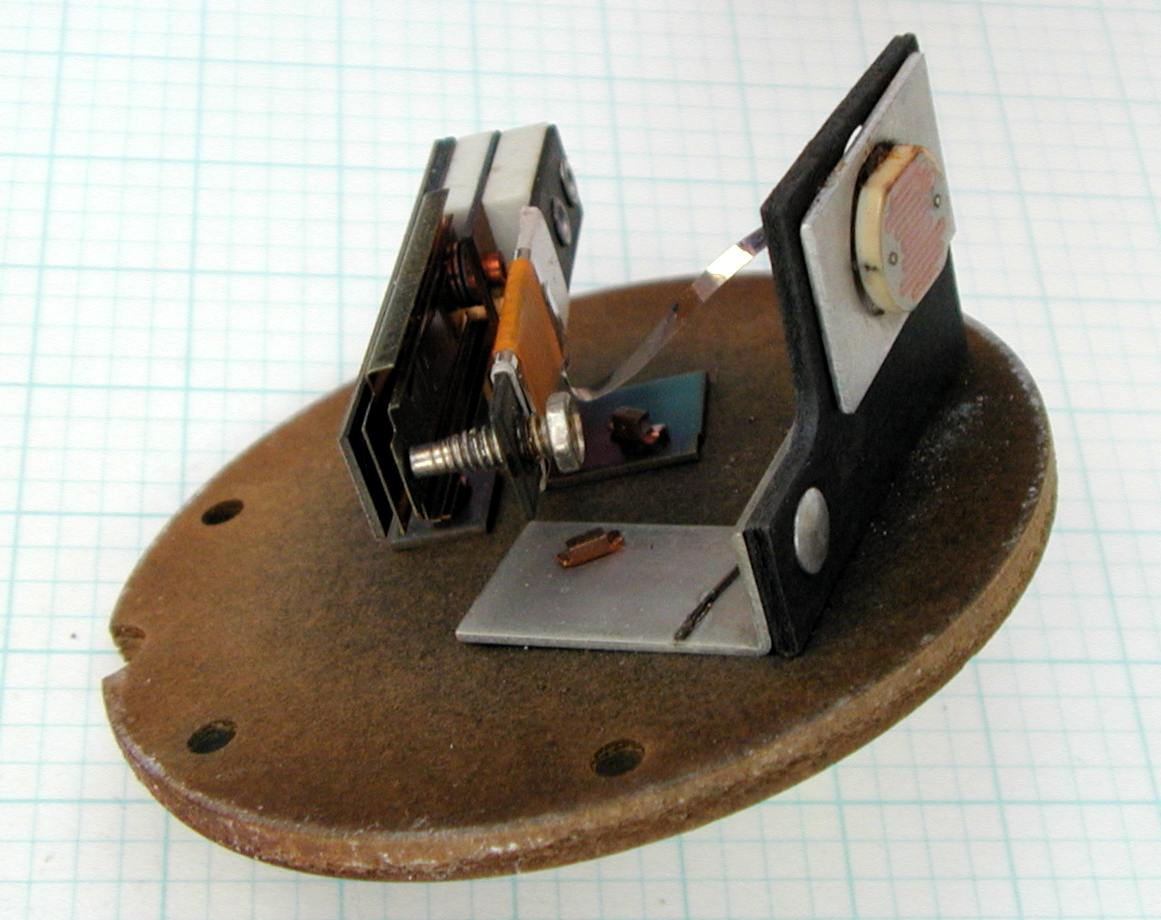
In einem amerikanischen, elektromechanischen Dämmerungsschalter für die Straßenbeleuchtung ist ein lichtabhängiger Widerstand (LDR, rechts) in Reihe mit der Heizspule (orange) des Thermo-Bimetallschalter geschaltet. Im Dunkeln steigt der elektrische Widerstand des LDR, durch das Erkalten verbiegt sich das Bimetall und schaltet den Stromkreis ein.

### Elektromechanische Anwendungen
Anwendung finden Bimetallschalter in vielen Wärmegeräten, zum Beispiel bei der Temperaturregelung von Bügeleisen und Boilern, zur Steuerung von Kaffeemaschinen, Toastern und Wasserkochern.
Im Temperaturschalter öffnet bzw. schließt der Bimetallstreifen – im Zusammenwirken mit einem bistabilen Federelement oder magnetischem Haften – in Abhängigkeit von der Temperatur einen Kontakt, der zum Beispiel eine Heizung ein- bzw. ausschaltet.
In Temperaturschaltern und Thermorelais wird ein Ende des Bimetall-Streifens fixiert und das andere Ende mit einem elektrischen Kontakt versehen.
Stromsensoren – In Motorschutzschaltern und Leitungsschutzschaltern werden Bimetall-Streifen verwendet, die entweder selbst vom Strom durchflossen werden oder eine Heizwicklung tragen.
Wird ein Bimetallstreifen in die Zuleitung des Glühwendels einer Glühlampe gesetzt, so beginnt die Lampe nach kurzer Aufheizzeit zu blinken. Durch das Aufheizen wird der Stromfluss unterbrochen; beim Abkühlen schließt der Stromkreis wieder. Entsprechend funktioniert auch ein Bimetallrelais.

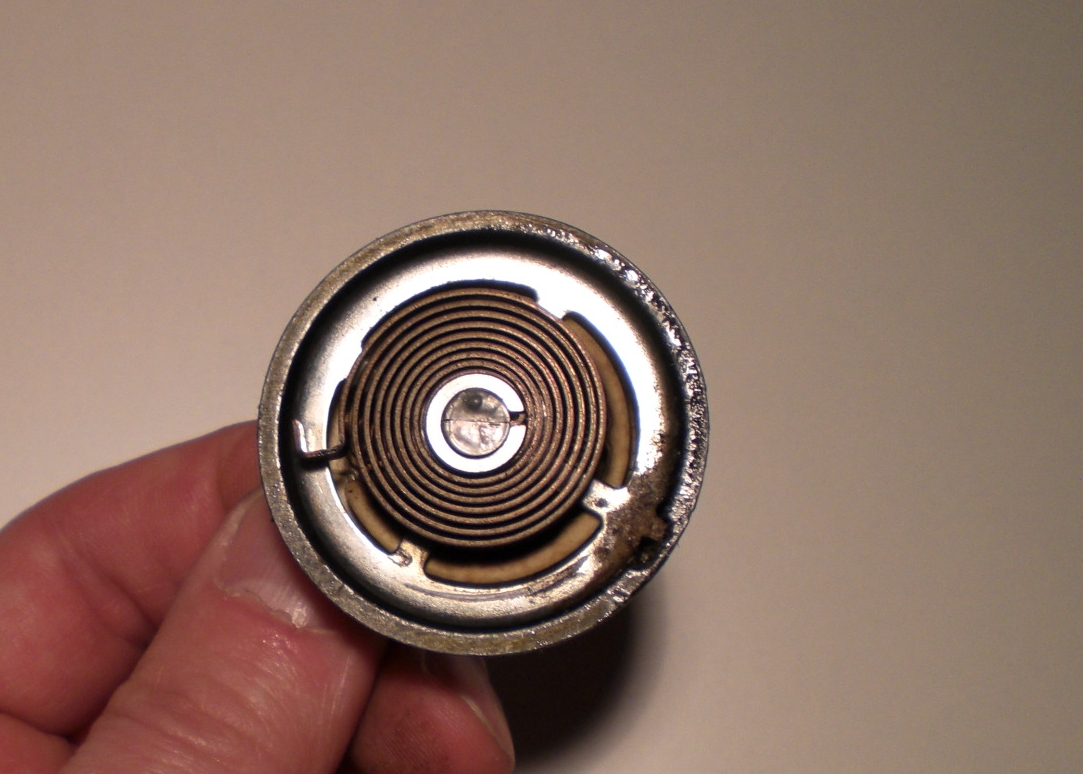
Bimetallfeder für Startautomatik

### Anwendungen im Automobilbereich
Bei Automobil-Vergasern mit einer Startautomatik wird die Starterklappe der Automatik mit einer beheizten Spiral-Bimetallfeder nach der Warmlaufphase des Motors wieder in Normalstellung gebracht.
K-Jetronic – ein mechanisch-hydraulisch gesteuertes, antriebsloses Einzel-Einspritzsystem für Ottomotoren, bei dem der Kraftstoff in das Saugrohr eingespritzt wird. Hersteller Robert Bosch GmbH, seit 1973 eingesetzt.
Kühlwasserthermostate im Kraftfahrzeug enthielten früher ebenfalls ein Bimetall, heutige Thermostate werden dagegen durch eine im Kühlmittelstrom liegende Kapsel betätigt, die mit einem so genannten Dehnstoff (einem Wachs) gefüllt ist.
In Bimetall-Blinkerrelais erwärmt sich durch den auch durch die Glühbirne fließenden Strom eine um den Bimetallstreifen gewundene Drahtwicklung. Der Streifen biegt sich, öffnet den Kontakt und kühlte sich durch den unterbrochenen Stromfluss wieder ab. Der bei Abkühlung wieder in die Ausgangslage zurückkehrende Streifen schließt den Kontakt und die Blinkerlampe beginnt erneut zu leuchten. Fällt eine der Leuchten aus, beschleunigte sich das Blinken. Heute wird diese Funktion durch das Laden eines Kondensators und Halbleiter nachgebildet.

## Bauteile mit komplexem Querschnitt

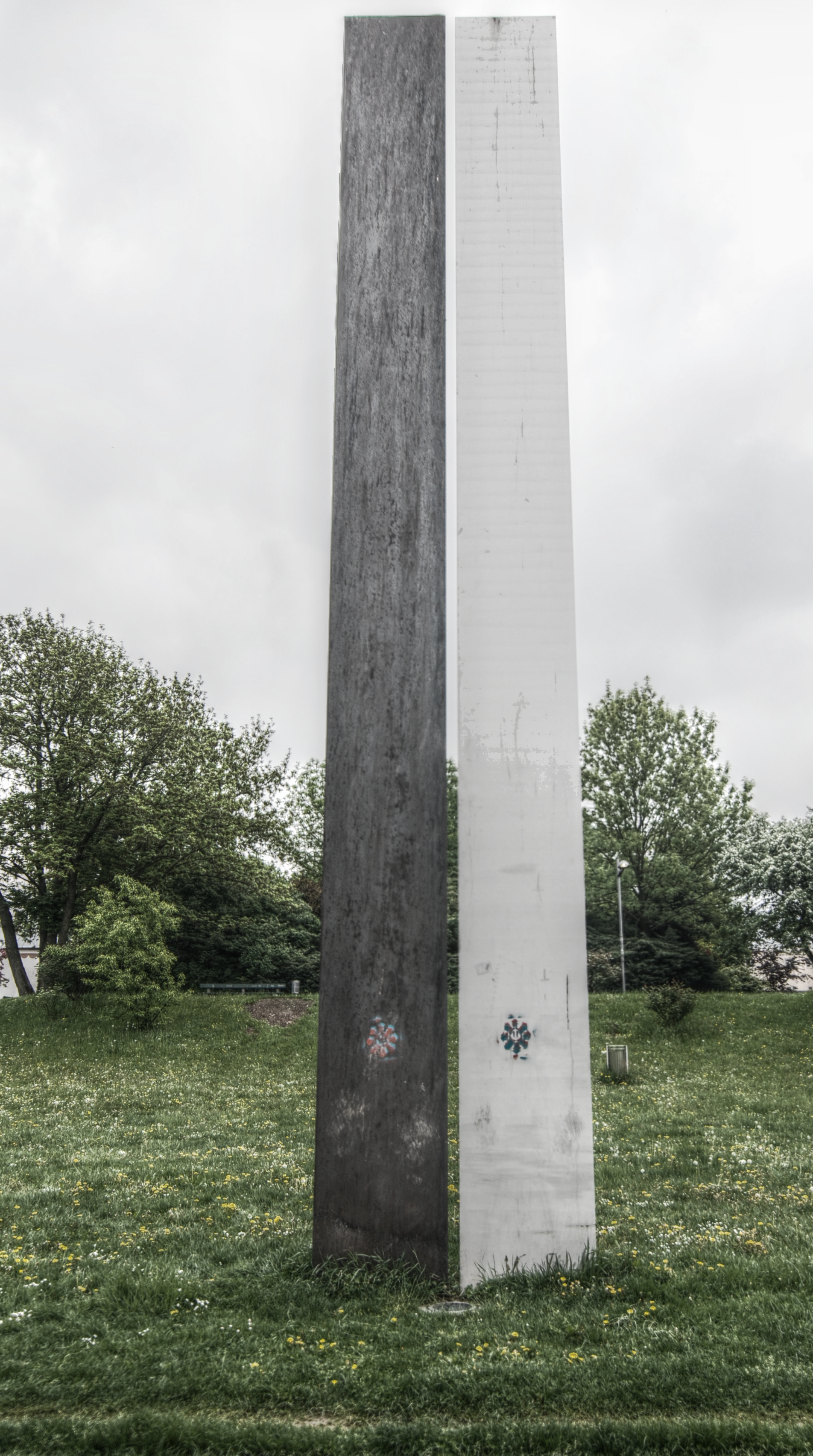
Das Kunstwerk „Thermocouple“ in Linz

Bauteile wie z. B. L-Profile, T-Profile, H-Profile oder Bauteile mit rechteckigem Querschnitt lassen sich aus Metallen mit verschiedenen Wärmeausdehnungskoeffizienten oft nicht sinnvoll herstellen. Wenn sich solche Profile beim Erwärmen verbiegen, so tritt meist eine plastische Verformung eines Teils des Querschnitts ein, so dass das Profil nach dem Abkühlen nicht wieder seine ursprüngliche Form annimmt.

## Bimetall in der Kunst
In Linz im Donaulände-Park steht die schlanke Skulptur „Thermocouple“ (Piotr Kowalski, 1977) aus zwei etwa 6 m aufragenden, ungefähr 50 cm breiten und 3 cm dicken Bimetallplatten. Sie ragen nebeneinander aus dem Boden und sind bei 0 °C gleichförmig gerade nach oben gerichtet. Bei Erwärmung oder Abkühlung biegen sie sich gegengleich.
Die Streifen bestehen einseitig aus gewöhnlichem, rostendem Stahl (Sorte OR37) und auf der anderen Seite aus glänzendem, rostfreiem Stahl. Sie stehen in einer Flucht nebeneinander. Der eine Streifen zeigt jedoch seine rostige Seite, während der andere die glänzende Seite präsentiert. Bei Erwärmung dehnt sich der rostfreie Chromnickelstahl stärker aus und biegt den glänzenden Streifen vom Betrachter weg, während der andere, rostbraune sich zum Betrachter hin neigt. Bei 30 °C Sommerhitze stehen die Enden der Streifen bis zu 1/2 Meter auseinander, da sich der rostende Stahl dabei um 2 mm verlängert, während sich der rostfreie um 3 mm streckt.